# Petrobia vachushtii
Petrobia vachushtii är en spindeldjursart som beskrevs av Reck 1948. Petrobia vachushtii ingår i släktet Petrobia och familjen Tetranychidae. Inga underarter finns listade i Catalogue of Life.